# Siójut
Siójut is een plaats (község) en gemeente in het Hongaarse comitaat Somogy. Siójut telt 545 inwoners (2001).